# Cupar
Cupar (skotsk gælisk: Cùbar) er en by og tidligere royal burgh og sogn i Fife, Skotland. Den ligger mellem Dundee og Glenrothes. Ifølge et befolkningsestimat fra 2011 havde Cupar omkring 9000 indbyggere, hvilket gør det til den niendestørste bosættelse i Fife, og sogne havde en befolkning på 11.183 (i 2011). Det er den historiske county town i Fife, selvom county-rådet er placeret i Glenrothes.